# Musikjahr 1645
Liste der Musikjahre

◄◄ | ◄ | 1641 | 1642 | 1643 | 1644 | Musikjahr 1645 | 1646 | 1647 | 1648 | 1649 | ► | ►►

Weitere Ereignisse
Dieser Artikel behandelt das Musikjahr 1645.

## Ereignisse
- Die Oper La Doriclea von Francesco Cavalli auf ein Libretto von Giovanni Faustini wird im Teatro San Cassiano in Venedig uraufgeführt.
- Juan Hidalgo de Polanco wird Leiter der Kammermusiker am spanischen Königshof.

## Instrumental- und Vokalmusik (Auswahl)
- Giovanni Battista Abatessa – Intessatura di varii fiori overo intavolatura di chitatra (sic) alla spagnola, Neapel (Sammlung von Gitarrenmusik)
- Antonio Maria Abbatini – Congratulamini 2 v. und Admirabile 2 v. in Florido: Has alteras sacr. cant.
- Girolamo Frescobaldi – Canzoni alla francese (posthum veröffentlicht)
- Cornelis Thymanszoon Padbrué – ’t Lof Jubals, op. 4 (Sammlung von Motetten und Madrigalen)
- Heinrich Schütz – Die sieben Worte Jesu Christi am Kreuz (Schütz) (um 1645)

## Musiktheater
- Francesco Cavalli
  - Il Romolo e il Remo auf ein Libretto von G. Strozzi (verschollen)
  - La Doriclea auf ein Libretto von Giovanni Faustini
  - Il Titone auf ein Libretto von Giovanni Faustini (verschollen)

## Geboren

### Geburtsdatum gesichert
- 09. Februar: Johann Aegidius Bach, deutscher Bratschist und Altist († 1716)
- 22. Februar: Johann Ambrosius Bach, deutscher Musiker, Vater von Johann Sebastian Bach († 1695)
- 22. Februar: Johann Christoph Bach, deutscher Violinist, Zwillingsbruder von Johann Ambrosius Bach († 1693)
- 16. März: Georg Michael Pfefferkorn, deutscher evangelischer Theologe, Kirchenlieddichter und Rhetoriker († 1732)
- 03. August: August Kühnel, deutscher Komponist und Gambist († um 1700)
- 24. September: Johann Adam Haßlocher, deutscher lutherischer Geistlicher und Kirchenlieddichter († 1726)
- 01. November: Tomás Pereira, portugiesischer jesuitischer China-Missionar und Musiklehrer († 1708)
- 30. November: Andreas Werckmeister, deutscher Musiker und Musiktheoretiker († 1706)

### Genaues Geburtsdatum unbekannt
- Lambert Chaumont, belgischer Komponist, Organist und Geistlicher († 1712)

### Geboren um 1645
- Johann Georg Künstel, deutscher Organist, Kapellmeister und Komponist († 1695)
- John Reading, englischer Komponist und Organist († 1692)

## Gestorben

### Todesdatum gesichert
- 16. April: Tobias Hume, englischer Komponist, Gambist und Soldat (* um 1569)
- 08. Mai: Wilhelm Alard, Lyriker und Kirchenliedkomponist (* 1572)
- 24. September: William Lawes, englischer Komponist und Musiker (* 1602)

### Gestorben um 1645
- Vittoria Archilei, italienische Sängerin (Sopran) und Lautenistin (* um 1560)